# 지방도 제507호선
지방도 제507호선은 충청북도 청주시 흥덕구 강내면 산수삼거리와 청원구 오창읍 창리 오창사거리를 잇는 충청북도의 지방도이다.
2010년 9월 3일 지방도 제508호선과 통합되어 폐지되었다가 2013년 7월 다시 본래 노선으로 환원되었다. 2012년 7월 1일에 세종특별자치시가 출범하면서 기존 충청남도 연기군 구간은 해제되었다. 해제된 구간은 세종특별자치시도 제13호선이 되었다. 2017년 7월 7일 종점이 청주시 흥덕구 정봉동에서 청주시 청원구 오창읍 창리로 변경되었다.

## 연혁
- 2003년 2월 14일 : 충청북도 구간 노선 폐지 및 재지정[1]
- 2003년 2월 20일 : 충청남도 구간 노선 폐지 및 재지정[2]
- 2006년 12월 29일 : 청원군 강내면 월곡리 ~ 청주시 흥덕구 정봉동 3.63km 구간 개통[3]
- 2007년 1월 5일 : 노선 인정
- 2008년 12월 26일 : 지방도 도로구역 지정[4]
- 2010년 7월 9일 : 교원대 ~ 태성간 도로 확포장공사로 인해 청원군 강내면 탑연리 ~ 태성리 4.06km 구간이 3.83km로 도로구역 변경[5]
- 2010년 9월 3일 : 지방도 제508호선과 통합[6]
- 2012년 7월 1일 : 충청남도 구간(연기군 동면 응암리) 0.8km 폐지[7]
- 2012년 9월 14일 : 세종특별자치시 편입 구간(구 청원군 부용면 갈산리 ~ 강내면 저산리) 3.7km 구간 폐지[8]
- 2013년 7월 26일 : 지방도 제508호선에서 분리[9]
- 2017년 7월 7일 : 종점을 청주시 흥덕구 정봉동에서 청주시 청원구 오창읍 창리로 변경해 19.47km 구간 연장. 이에 따라 '내판 ~ 정봉선'에서 '강내 ~ 오창선'이 됨.[10]
- 2023년 1월 6일 : 청주시 흥덕구 신촌동 ~ 옥산면 오산리 490m 구간 확장 개통[11]
- 2024년 6월 21일 : 태성교차로 연결도로(청주시 흥덕구 강내면 다락리 ~ 태성리) 1.92km 구간 확장 개통, 기존 구간 폐지[12]

## 주요 경유지
- 청주시
  - 흥덕구
    - 강내면 산수삼거리 - 저산리 - 저산사거리 - 산단리 - 태성사거리 - 태성리 - 강내초등학교 - 다락리 - 한국교원대학교 - 월탄리 - 탑연리 - 강내면 행정복지센터 - 탑연삼거리 - 한국교원대부설미호중학교 - 월곡사거리 - 월곡교 - 월곡리 - 학천사거리
    - 강서동 정봉동 - 청주역사거리 - 과선교 남단 - 청주역과선교 - 청주역 분기점 - 옥산교 - 옥산교 북단
    - 옥산면 오산리 - 옥산농협 - 옥산파출소 - (가락육교 하부 서단) - 옥산중학교 - 옥산중학교 교차로 - 몽단이고개 - 몽단이고개 교차로 - 청주옥산일반산업단지 - 호죽리 - 호죽삼거리 - 호죽교

  - 청원구
    - 오창읍 백현리 - 백현2교 - 가좌삼거리 - 용두2차 교차로 - 용두교 - 용두천교 - 화산육교 - 용두1차 교차로 - 성산삼거리 - 일산방직 - 성산리 - 양지리 - 장대리 - 오창사거리 - 창리사거리

### 해제 구간
이 구간은 2012년 7월 1일에 해제되었으며, 해제된 구간은 세종특별자치시도 제13호선이 되었다.
- 청원군
  - 부용면 부용 교차로 - 갈산 교차로 - 백천2교 - 응암리 - 산수리 - 산수삼거리

## 중복 구간
- 청주시 흥덕구 강내면 탑연삼거리 ~ 월곡사거리 : 국도 제36호선과 중복
- 청주시 흥덕구 청주역사거리 ~ 청원구 오창읍 가좌삼거리 : 지방도 제696호선과 중복
- 청주시 청원구 오창읍 오창사거리 ~ 창리사거리 : 국도 제17호선과 중복

## 도로명
- 청주시 흥덕구 강내면 산수삼거리 ~ 태성사거리 : 저산태성로
- 청주시 흥덕구 강내면 태성사거리 ~ 탑연삼거리 : 태성탑연로
- 청주시 흥덕구 강내면 탑연삼거리 ~ 월곡사거리 : 가로수로
- 청주시 흥덕구 강내면 월곡사거리 ~ 옥산면 (가락육교 하부 서단) : 청주역로
- 청주시 흥덕구 옥산면 (가락육교 하부 서단) ~ 청원구 오창읍 가좌삼거리 : 오산가좌로
- 청주시 청원구 오창읍 가좌삼거리 ~ 오창사거리 : 두릉유리로
- 청주시 청원구 오창읍 오창사거리 ~ 창리사거리 : 공항로

## 같이 보기
- 지방도 제508호선